# Jo Fontaine
Jo Fontaine, né à Genève le 16 septembre 1951, est un sculpteur suisse. Il fut diplômé en sculpture de l’Ecole des Beaux-Arts de Genève en 1976.

## Expositions
- 2014 Ferme de la Chapelle
- 2013 Galerie Marianne Brand / Centre culturel Assens / Galerie Kaminska-Stocker Yverdon
- 2012 Forum Meyrin / Galerie Ferrari Vevey
- 2011 Galerie Marianne Brand
- 2010 Forum Meyrin
- 2009 Art et enfants au jardin botanique, « Miroir du Ciel »
- 2008 Centre culturel d’Assens / Galerie Marianne Brand / Galerie 29 Evian / Galerie Ferrari
- 2007 Artistes Visarte en duo Genève-Valais / Galerie Hoffstetter, Fribourg
- 2006 Thermes d’Evian « célébration du sol » / Triennale de sculpture de Lancy, Genève 2006 Organisation d’un symposium de sculpture à Soral
- 2004 Parc Floraire, Chêne-Bourg /
- 2003 Galerie Ferme de la Chapelle, Genève
- 2002 Expo nationale 02, Suisse
- 2001 Parc Stagni, Chêne-Bougeries / Bourse Visarte, Cité Internationale des Arts, Paris
- 2000 Film « Soral mémoire d’un village » / Décor pour le mime Jean-Daniel Uldry « Aube »
- 1999 Triennale de sculpture de Lancy / Galerie M-L Wirth, Zürich
- 1998 Parc Stagni, Chêne-Bougeries / Galerie M-L Wirth, Zürich
- 1997 Parc Stagni, Chêne-Bougeries
- 1996 Galerie M-L Wirth, Zürich
- 1995 Galerie Villa du Parc, Annemasse
- 1994 Galerie M-L Wirth, Zürich
- 1993 Galerie Ferme de la Chapelle, Genève
- 1991 Galerie Marianne Brand, Genève
- 1989 Triennale de sculpture de Lancy
- 1985 Galerie Faust, Genève
- 1984 Triennale de sculpture de Lancy

## Sculptures monumentales dans les espaces publics
- 2013 Genthod centre communal / Parc Roccastrada, Toscane
- 2012 Meyrin « Miroir du Ciel »
- 2006 Genève, Parc des Cropettes
- 2005 Genève, école Le Corbusier
- 2004 Assouan, Égypte, symposium de sculpture
- 1999 Plan-les-Ouates, Place des Aviateurs
- 1998 Sion, Valais, bâtiment des Services Industriels
- 1995 Chêne-Bougeries, Collège de la Gradelle
- 1994 Piscine de Lancy
- 1989 Meyrin « Aube du Temps »
- 1981 École de Soral